# Dragut-Moschee
Die Dragut-Moschee, auch Sidi-Darghut-Moschee, (arabisch جامع درغوت باشا, DMG Ǧāmiʿ Darġūt Bāšā) ist eine Moschee in Tripolis, Libyen. Sie wurde um 1560 von Turgut Reis (Dragut) an der Stelle einer Johanniterkirche erbaut, von der man einen Teil in die Moschee integrierte. Die Moschee wurde im Zweiten Weltkrieg beschädigt, aber später wieder instand gesetzt, wobei die Rekonstruktion nicht ganz ihrem ursprünglichen Entwurf entspricht.

## Geschichte

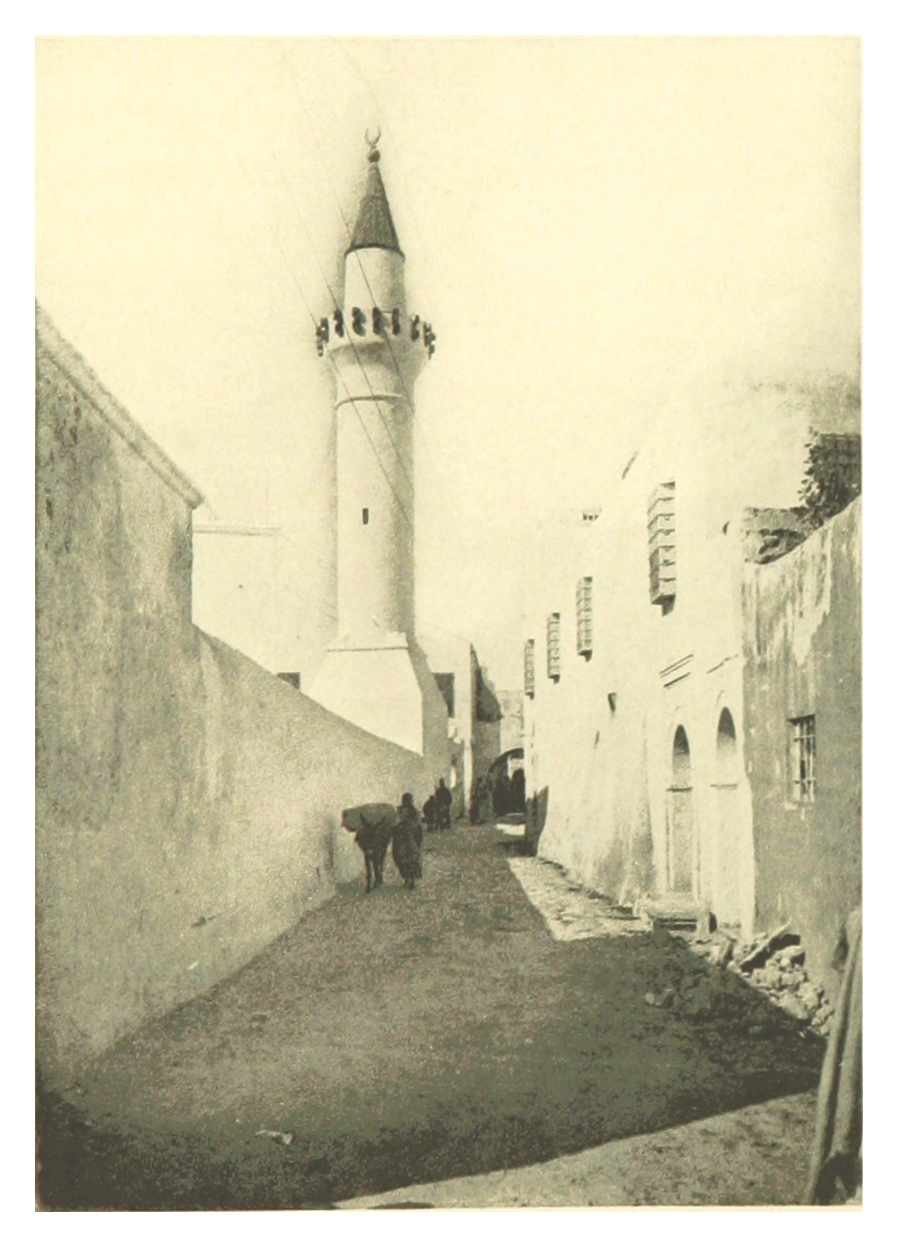
Illustration der Moschee aus dem späten 19. Jahrhundert

Die Moschee wurde um 1560 vom osmanischen Bey Turgut Reis (Dragut) kurz nach der Rückeroberung Tripolis’ von den Johannitern im Jahr 1551 erbaut. An der Stelle der Moschee befand sich früher die Johanniterkirche. Die Kirche hatte die Belagerung von 1551 überstanden, und Turgut Reis wählte persönlich diesen Ort, um seine Moschee zu bauen. Dabei wurde das Kirchengebäude erhalten und in die Moschee integriert. Nachdem Turgut Reis 1565 bei einem Angriff auf die Johanniter bei der Belagerung von Malta getötet worden war, brachte man seinen Leichnam nach Tripolis und bestattete ihn in der Moschee.
Im frühen 17. Jahrhundert wurden von İskender Bey eine Reihe von Änderungen an der Moschee vorgenommen, darunter die Umgestaltung des Minaretts sowie der Bau bzw. die Renovierung eines Hamams.
Die Aufsichtsbehörde für Denkmäler und Ausgrabungen führte 1921 eine genaue Vermessung des Geländes durch. Das Gebäude wurde in den 1920er-Jahren restauriert, jedoch im Zweiten Weltkrieg schwer beschädigt. Dadurch wurde der zentrale Teil des Gebäudes (der früher die Kirche war) teilweise zerstört.
Während des Bürgerkriegs in Libyen seit 2014 versuchten bewaffnete Truppen mehrmals, die Moschee zu zerstören, wurden jedoch abgewehrt.

## Architektur
Die Moschee war die erste Moschee im osmanischen Stil, die in Tripolis gebaut wurde. In sie wurde die Johanniterkirche integriert, die bis zum Moscheeumbau ein kleines rechteckiges Gebäude mit Holzbalken und Flachdach war, dem man auf beiden Seiten neue Flügel hinzufügte. Das Gebäude hat eine T-förmige Gebetshalle. Die Moschee befindet sich in einem trapezförmigen Gehege, das andere Einrichtungen, darunter einen Friedhof, umfasst. Der Gebetssaal hat ein Dach, das ursprünglich aus 27 kleinen Kuppeln bestand (32 nach dem Wiederaufbau nach dem Krieg). Dieses Element ist typisch für die traditionelle libysche Architektur. Die Moschee umfasst zwei Mihrabs, und in der Nähe eines von ihnen befinden sich mehrere Gräber, darunter das von Turgut und seiner Familie. Die Moschee umfasst ferner einen Waschbrunnen (bekannt als Midha).